# Rocabandera
La Rocabandera és una muntanya de 541 metres que es troba al municipi de Sanaüja, a la comarca catalana de la Segarra.
Situada a ponent del municipi, pren el seu nom de "l'encaix circular excavat en una alterosa roca, que suposadament hauria servit per situar-hi “la bandera” que assenyalaria presumiblement el "territori carlí” al que Sanaüja pertanyia (i avui una bandera quadribarrada torna a senyorejar aquest punt privilegiat)".
El cim de la muntanya és un esplèndit mirador on, actualment, al costat de la bandera, hi ha instal·lat un plafó informatiu amb una foto del paisatge que es divisa des d'aquest punt, que inclou una breu explicació de l'entorn i algunes referències toponímiques.